# Klebsormidiophyceae
Klebsormidiaceae é uma família que agrupa três géneros de algas verdes carófitas que formam filamentos multicelulares não ramificados.  Um quarto género, Chlorokybus, é por vezes incluído nesta família, mas sendo pouco conhecido e problemático no seu posicionamento filogenético é frequentemente relegado para uma classe autónoma designada por Chlorokybophyceae.

## Descrição
Klebsormidiacea aparenta ser o grupo irmão de Phragmoplastophyta, formando em conjunto com estas o clado designado por Streptophyta.
Os géneros Koliella e Raphidonema eram anteriormente classificados como parentes próximos de Klebsormidium com base em similaridades na divisão celular.  Contuso, o resultado da análise do DNA nuclear e dos cloroplastos mostrou que aqueles géneros pertencem à classe Trebouxiophyceae e não são carófitas. O género Interfilum (anteriormente colocado nas Ulotrichaceae) também emergiu como parte deste grupo em resultado de estudos de biologia molecular.
|  | Klebsormidium                                                  |
|  |                                                                |
|  | \| \| Hormidiella \| \| \| \| \| \| Streptosarcina \| \| \| \| |
|  |                                                                |
|  | Hormidiella                                                    |
|  |                                                                |
|  | Streptosarcina                                                 |
|  |                                                                |

|  | Hormidiella    |
|  |                |
|  | Streptosarcina |
|  |                |

|  | Klebsormidium                                                  |
|  |                                                                |
|  | \| \| Hormidiella \| \| \| \| \| \| Streptosarcina \| \| \| \| |
|  |                                                                |
|  | Hormidiella                                                    |
|  |                                                                |
|  | Streptosarcina                                                 |
|  |                                                                |

|  | Hormidiella    |
|  |                |
|  | Streptosarcina |
|  |                |

|  | Klebsormidium                                                  |
|  |                                                                |
|  | \| \| Hormidiella \| \| \| \| \| \| Streptosarcina \| \| \| \| |
|  |                                                                |
|  | Hormidiella                                                    |
|  |                                                                |
|  | Streptosarcina                                                 |
|  |                                                                |

|  | Hormidiella    |
|  |                |
|  | Streptosarcina |
|  |                |

|  | Klebsormidium                                                  |
|  |                                                                |
|  | \| \| Hormidiella \| \| \| \| \| \| Streptosarcina \| \| \| \| |
|  |                                                                |
|  | Hormidiella                                                    |
|  |                                                                |
|  | Streptosarcina                                                 |
|  |                                                                |

|  | Hormidiella    |
|  |                |
|  | Streptosarcina |
|  |                |

|  | Klebsormidium                                                  |
|  |                                                                |
|  | \| \| Hormidiella \| \| \| \| \| \| Streptosarcina \| \| \| \| |
|  |                                                                |
|  | Hormidiella                                                    |
|  |                                                                |
|  | Streptosarcina                                                 |
|  |                                                                |

|  | Hormidiella    |
|  |                |
|  | Streptosarcina |
|  |                |

|  | Klebsormidium                                                  |
|  |                                                                |
|  | \| \| Hormidiella \| \| \| \| \| \| Streptosarcina \| \| \| \| |
|  |                                                                |
|  | Hormidiella                                                    |
|  |                                                                |
|  | Streptosarcina                                                 |
|  |                                                                |

|  | Hormidiella    |
|  |                |
|  | Streptosarcina |
|  |                |

|  | Klebsormidium                                                  |
|  |                                                                |
|  | \| \| Hormidiella \| \| \| \| \| \| Streptosarcina \| \| \| \| |
|  |                                                                |
|  | Hormidiella                                                    |
|  |                                                                |
|  | Streptosarcina                                                 |
|  |                                                                |

|  | Hormidiella    |
|  |                |
|  | Streptosarcina |
|  |                |

|  | Klebsormidium                                                  |
|  |                                                                |
|  | \| \| Hormidiella \| \| \| \| \| \| Streptosarcina \| \| \| \| |
|  |                                                                |
|  | Hormidiella                                                    |
|  |                                                                |
|  | Streptosarcina                                                 |
|  |                                                                |

|  | Hormidiella    |
|  |                |
|  | Streptosarcina |
|  |                |